# Chrysochosma trichomanoides
Chrysochosma trichomanoides là một loài thực vật có mạch trong họ Adiantaceae. Loài này được (L.) Pic. Serm. miêu tả khoa học đầu tiên năm 1989.